# خربة البرج (حيفا)
تقع جنوب مدينة حيفا على بعد 34.5 كم وترتفع 25 متراً عن سطح البحر، بلغت مساحة أراضيها 5291 دونماً، احتلت القرية وطرد سكانها في 15 شباط/فبراير 1948.
تحدّها عدّة قرى وبلدات: جنوباً خربة حديدون، شمالاً جسر الزرقا وخربة الشّونة،  شرقاً خربة الصفصاف، وغرباً قرية قيسارية.
كان لموقع القرية ماض عريق بما يشمل قلعة صليبيّة تابعة لفرسان الهيكل، ونسبة لها أطلق على الموقع اسم "خربة البرج".

## الاثار
هناك في القرية معالم منها مايعود للفترة البيزنطيّة، ومنها ما يعود للفترة العثمانيّة.
مبنى الأقواس : هو أحد أبرز المعالم العثمانيّة، الّذي يضم أيضاً غرفة للصّلاة، أجريت حفريات في مبنى الأقواس عام 2011 من قبل سلطة الآثار التّابعة لدولة إسرائيل وأقرّت بنتيجتها بوجود قبور إسلاميّة تعود لحقبة الخلافة العثمانيّة، المكان الآن هو أرض وقفيّة تخضع لسلطة الكيرن كييمت الصهيونيّة، منذ فترة قريبة تهدّم جزء من مبنى الأقواس لأسباب اعتبرت غامضة، ليتم من بعدها تسييج وإغلاق المكان لصالح سلطة كييمت ووفق أجندتها. تل البرج :  يقع على أرض القرية، ويحتوي على أسس لأبنية وأعمدة قديمة من الغرانيت.

## خربة البرج قبل سنة 1948
كانت القرية تقوم على أرض متدرجة في السهل الساحلي الأوسط، وكانت مشهورة بحمضياتها. في سنة 1944، كان تما مجموعه 13 دونماً من أراضي القرية مروياً أو مستخدماً للبساتين. وكان تل البرج، وهو موقع أثري مجاور، يضم أُسس أبنية وأعمدة من الغرانيت.
عمل أهل القرية بشكل أساسي بالزّراعة وتربية المواشي.

## احتلالها وتهجير سكانها
يرجح أن القرية احتُلت في الأسابيع المبكرة من القتال. وكان أقرب التجمعات العربية إليها قرية قيسارية الواقعة إلى الغرب منها. وقد احتُلت هذه القرية وطُرد سكانها في أواسط شباط/ فبراير 1948، ضمن نطاق عملية تهدف إلى إخلاء مساحة واسعة من أراضي الساحل من العرب، في الأشهر الأولى من الحرب. وعند نهاية آذار/ مارس، كان الكثير من التجمعات الساحلية بين تل أبيب وزخرون يعقوف قد هوجم في سلسلة من الغارات التي شنتها القوات الصهيونية. وأدت هذه الهجمات إلى إجلاء سكان قرى وبلدات بكاملها، إما عن طريق الطرد المباشر، وإما خوفاً من الهجوم، بحسب ما ذكر المؤرخ الإسرائيلي بني موريس.

## المستعمرات الإسرائيلية على أراضي القرية
في سنة 1922، أُقيمت مستعمرة بنيامينا قرب موقع القرية إلى جهة الشمال، غير أنها ليست على أراضي القرية.

## القرية اليوم
معظم أرجاء الموقع مغطى بالأنقاض المبعثرة الآن بين الحشائش ونبات الصبّار. ولا تزال حيطان بناء حجري كبير (لعله خان) قائمة. أمّا الأراضي المجاورة، فيستخدمها الإسرائيليون لزراعة الحمضيات.

## معرض صور

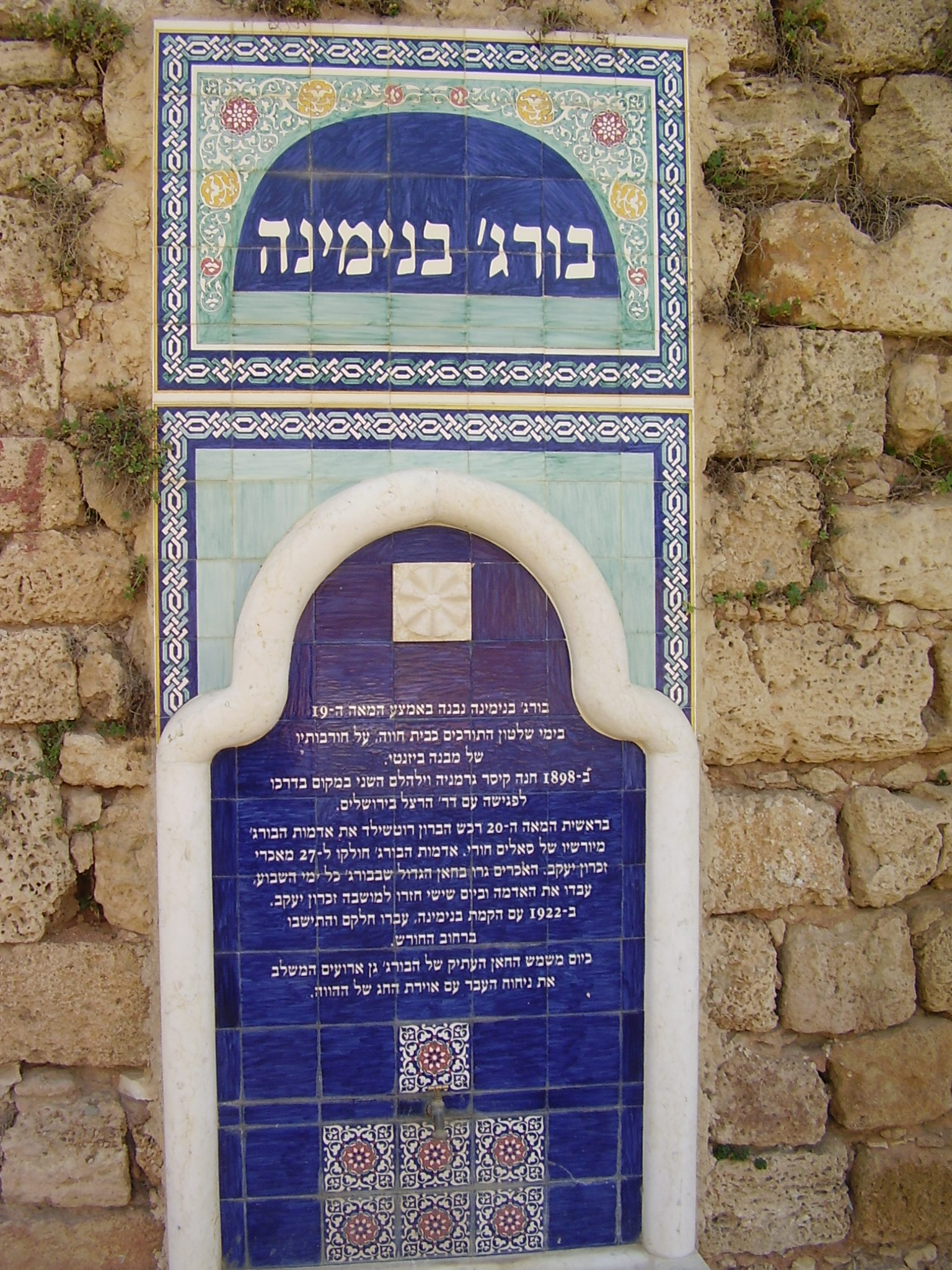
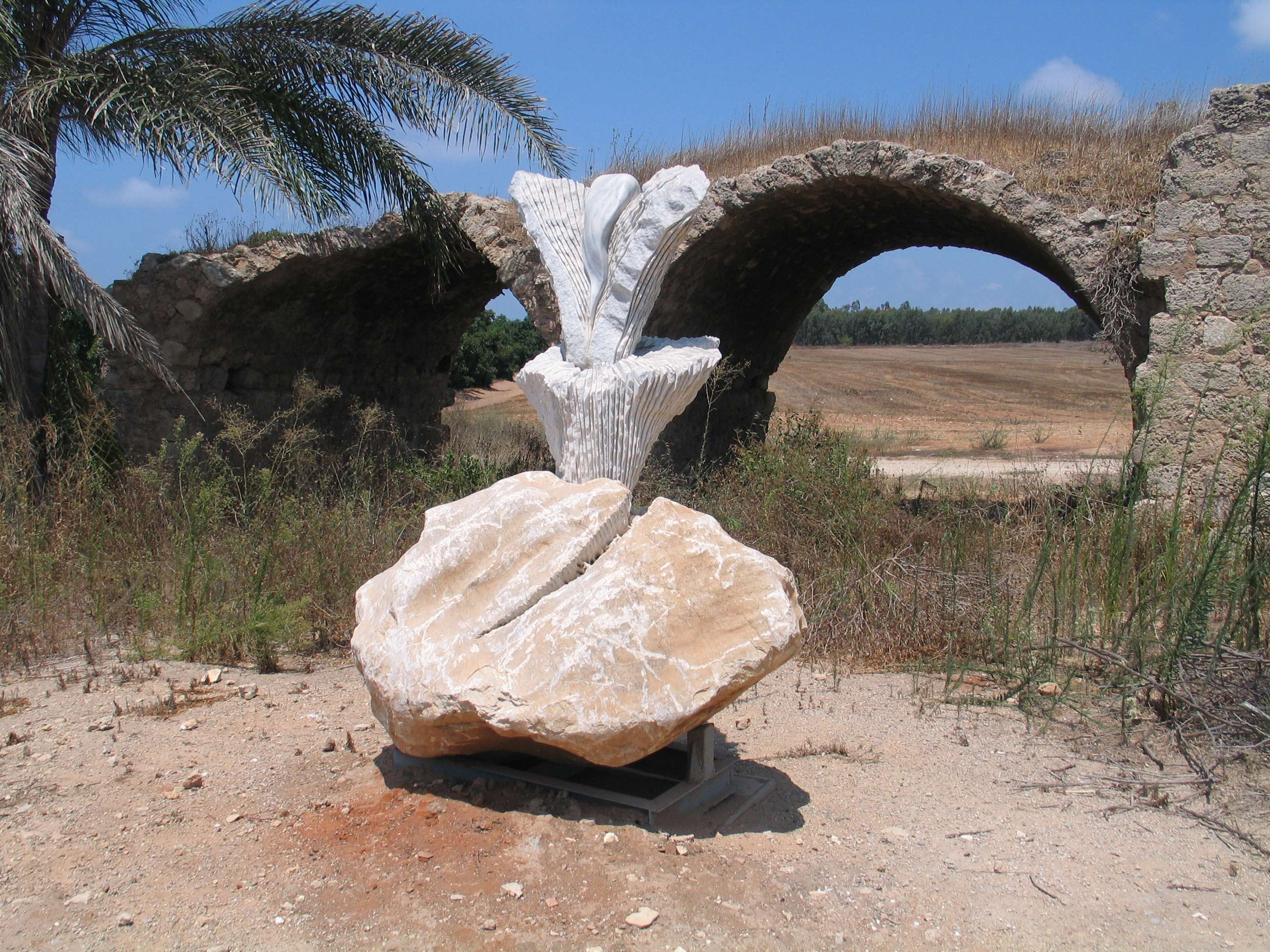
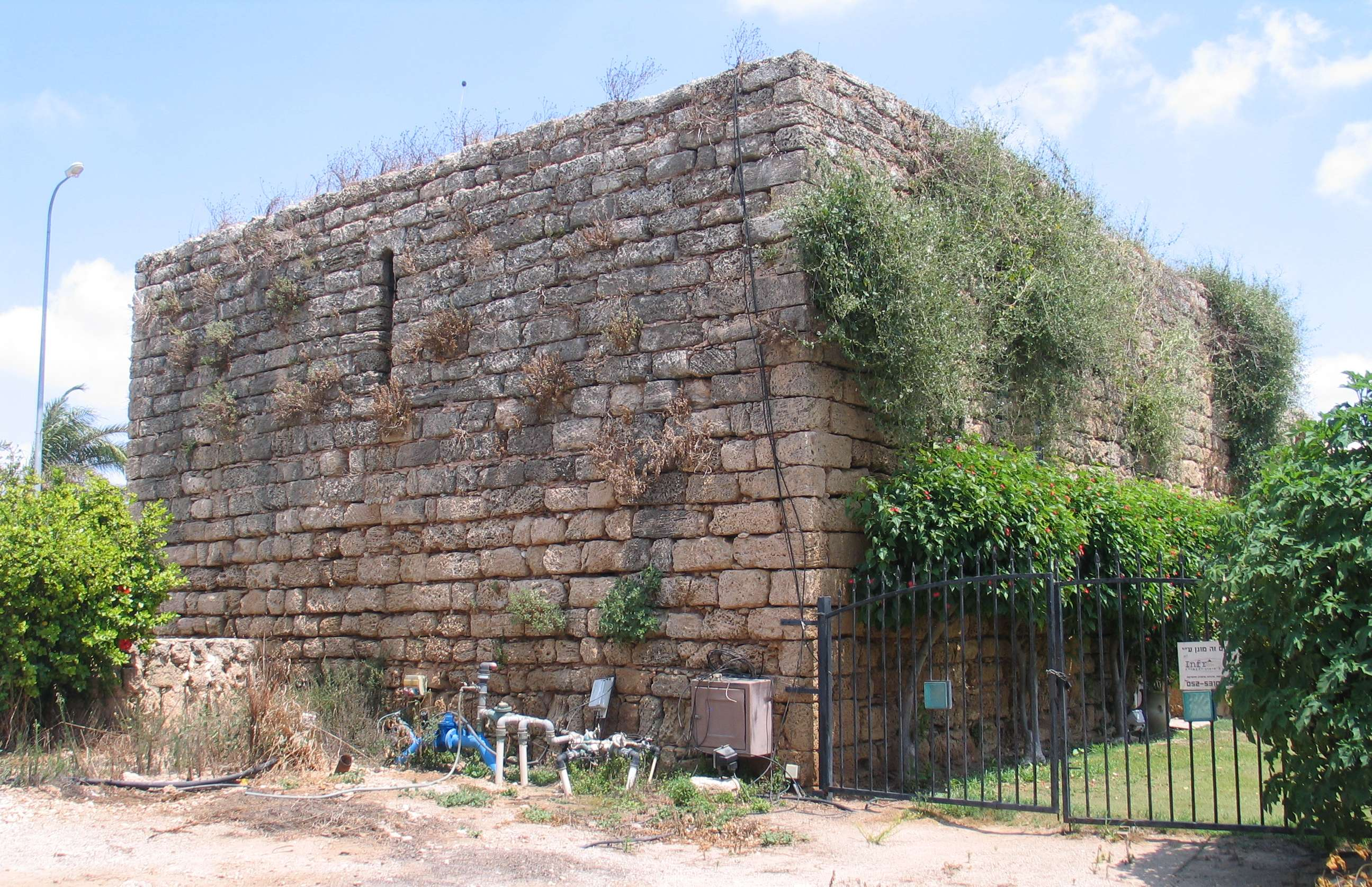
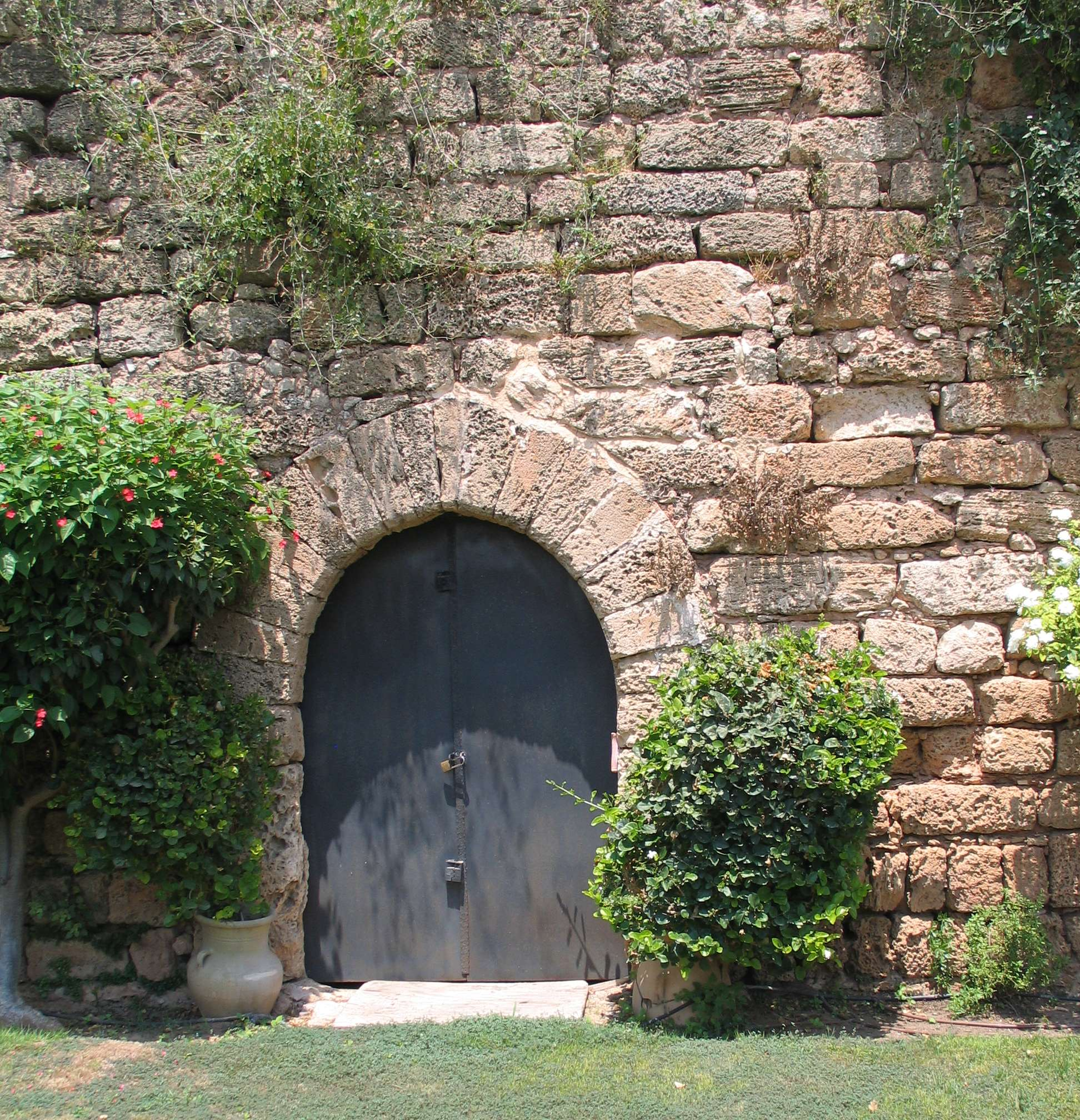
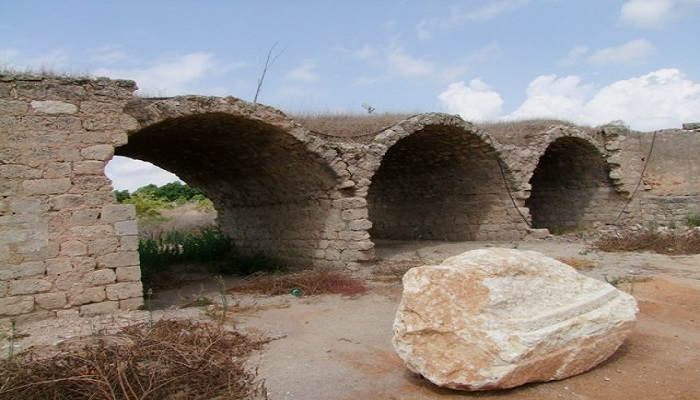